# Eyşe Şan
Eyşe Şan (türkisch Ayşe Şan; * 1938 in Diyarbakır; † 18. Dezember 1996 in İzmir) war eine kurdische Sängerin aus der Türkei. Sie lebte in der Türkei, Deutschland und im Irak.
Eyşe Şan wurde 1938 in einer Familie kurdischer Sänger (Dengbêj) geboren. Sie hatte ihre ersten öffentlichen Auftritte 1958. Ihre Familie akzeptierte dies aber nicht. Daraufhin trennte sie sich von ihrem Mann und ihren Brüdern und sang zunächst für eine Rundfunkstation in Gaziantep in türkischer Sprache. Ihren Lebensunterhalt verdiente sie sich als Näherin. Später nahm sie in Istanbul zahlreiche Lieder in kurdischer Sprache auf, die ein großer kommerzieller Erfolg wurden. Aufgrund eines für sie ungünstigen Vertrages profitierte sie aber vom Erlös der Schallplatten kaum.
Ihre Lieder handelten von politischen wie auch persönlichen Themen, z. B. Derdê Hewiyê (Das Leid einer Zweitfrau) oder  Qederê Yar (Das Schicksal einer Liebenden). Nachdem ihre Brüder ihr jeden Kontakt zur Familie verboten, durfte sie ihre Mutter vor deren Tod nicht mehr besuchen. Sie widmete ihr daraufhin das Lied  Xerîbim Daye (Ich bin allein, Mutter).
Nach dem Militärputsch in der Türkei 1971 wurden ihre Lieder verboten und sie lebte drei Jahre lang in München, wo ihre einzige Tochter Shahnaz verstarb. Daraufhin zog sie sich mehrere Jahre lang zurück und trat erst 1979 wieder in Irakisch-Kurdistan mit anderen kurdischen Künstlern wie Mihemed Arif Cizîrî, Îsa Berwarî, Gulbihar, Tehsîn Teha und Nesrîn Serwan zusammen auf. Nach ihrer Rückkehr in die Türkei arbeitete sie in einem Postamt in İzmir. Sie starb am 18. Dezember 1996 an einer Krebserkrankung.
Am 18. Dezember 2008 wurde ihr zu Ehren in Diyarbakır zwischen den Vierteln Kayapınar und Bağlar der 7500 Quadratmeter große Eyşe-Şan-Park eröffnet. Die Dachspitze eines Cafés im Park ziert ein überlebensgroßes Porträtfoto von Eyşe Şan. Die im Park organisierten Veranstaltungen sollen in Gestalt der Sängerin die Dengbêj-Tradition würdigen und darüber hinaus die kurdische Kultur und den kurdisch-politischen Widerstand insgesamt symbolisieren.